# Josefina Carabias
Josefina Carabias y Sánchez-Ocaña (Arenas de San Pedro, Ávila, 19 de julio de 1908-Madrid, 20 de septiembre de 1980) fue una periodista,  escritora, corresponsal y locutora española. Ejerció el periodismo durante la Segunda República, la época franquista y la Transición. Es considerada una de las primeras mujeres periodistas en España, y la primera corresponsal trabajando en Estados Unidos para tres periódicos.

## Biografía
Josefina Carabias nació en el seno de una familia de pequeños terratenientes dedicados a la agricultura y la ganadería, hija de Carmen Sánchez-Ocaña y Feliciano Carabias. Fue una gran aficionada a la lectura y al teatro.  
Tras enfrentarse a sus padres porque quería estudiar, Carabias comenzó a prepararse los exámenes de bachiller por su cuenta y finalmente ingresó en la facultad de Derecho en Madrid, donde se licenció en 1930. Durante esos años experimentó los aires de modernidad que se respiraban en la capital, y estuvo instalada en la Residencia de Señoritas, dirigida por María de Maeztu. Desde muy joven defendió la igualdad de las mujeres y mostró sus convicciones igualitarias. De la misma forma, durante estos años fue una visitante asidua del Ateneo de Madrid -del que se hizo socia- y donde conoció a figuras como Miguel de Unamuno o Ramón María del Valle Inclán.

## Trayectoria
Josefina Carabias debutó como periodista, en 1931, en la revista Estampa, donde publicó su primer artículo de prensa con un tema de encargo, sobre las mujeres en la Universidad. Entrevistó a la política Victoria Kent, directora general de Prisiones en ese momento. Firmó el artículo como Pepita Carabias. Esta entrevista fue la que llevó a Vicente Sánchez Ocaña, director del periódico y periodista, además de primo de Josefina, a ofrecerle un puesto en la redacción.
En el Ateneo de Madrid completó su formación política, inclinada hacia el socialismo republicano, donde conoció a personalidades políticas y de las letras a quienes entrevistó, como Manuel Azaña, Valle-Inclán, Margarita Xirgú, Pío Baroja, Largo Caballero, etc.
Desde 1932, además de trabajar en Estampa, a la que permaneció vinculada hasta 1934, fue cronista parlamentaria de los diarios Ahora y La Voz, diario de tarde. Algo después se incorporó a las páginas de los semanarios Crónica y Mundo Gráfico. También fue colaboradora —como locutora— en el primer programa informativo de la radio española: La Palabra, de Unión Radio Madrid a las ocho de la mañana. Fue nombrada redactora jefa a propuesta unánime de sus compañeros de redacción y mereció una breve reseña en la Crónica del 1 de septiembre de 1936. En esta última labor, tuvo ocasión de retransmitir el homenaje a Miguel de Unamuno en la Universidad de Salamanca.
En 1936, después del estallido de la Guerra Civil, Josefina Carabias huyó a Francia con su marido, José Rico Godoy.  Al inicio de su exilio en París, realizó colaboraciones esporádicas en revistas argentinas y mexicanas, como Diario Universal, de Guadalajara (México).
Acabada la guerra civil, su marido decidió volver a España para poner en orden unos asuntos personales relacionados con una herencia. Josefina Carabias se quedó sola en Francia, porque iba a dar a luz a su primera hija. Así fue como en 1939,  nació Carmen Rico-Godoy, quien se convertiría años después en una conocida periodista durante la época de la Transición española. Mientras tanto, José Rico Godoy fue detenido en España y condenado a doce años de prisión por el Tribunal de Masonería y Comunismo, de los que cumplió dos.
Como otros refugiados, Carabias se vio obligada a abandonar la capital francesa y se trasladó a Civray, cerca de Poitiers. Allí sobrevivieron ella y su hija, amparadas por la carta de refugiada que le concedieron las autoridades y con la pequeña aportación económica de sus colaboraciones con revistas extranjeras.

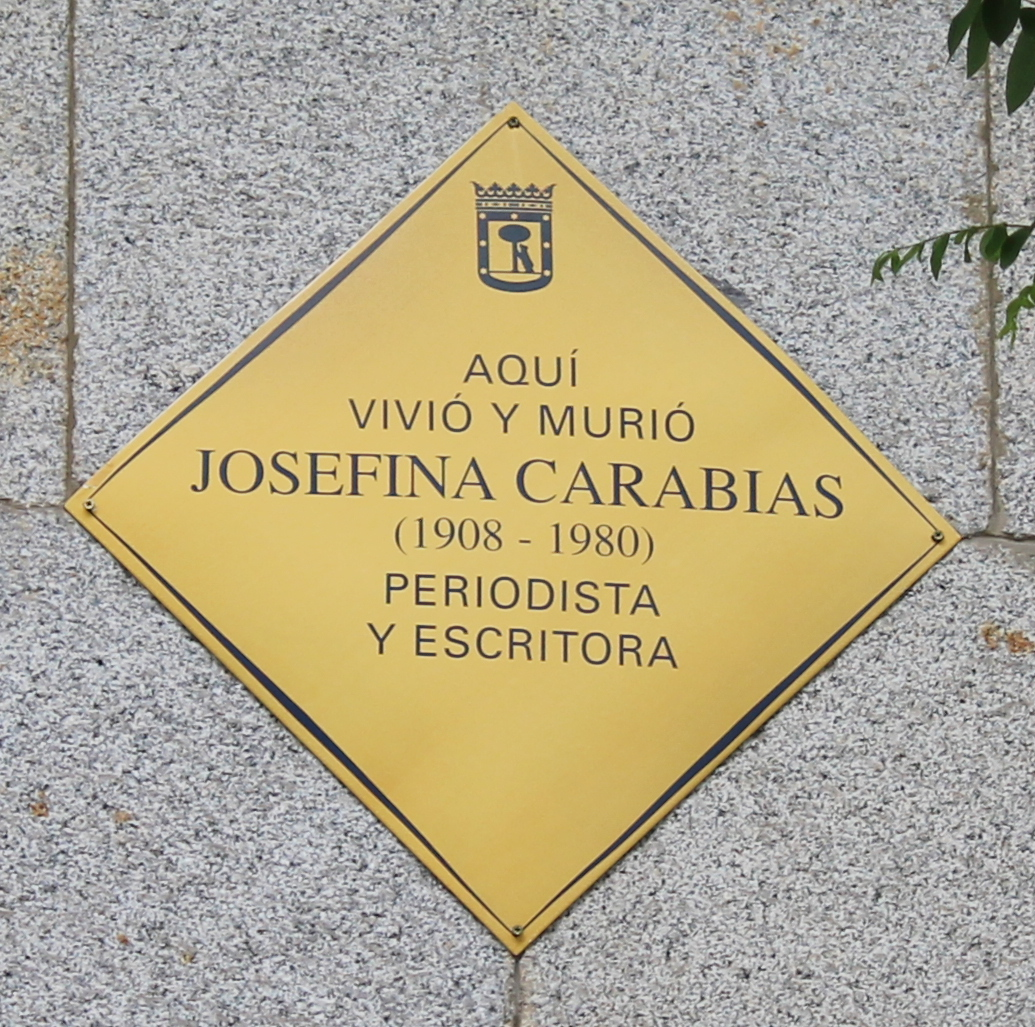
Placa conmemorativa situada en la fachada del número 67 de la calle de Zurbano, Madrid, donde vivió y murió.

Cuando pudo regresar a España comenzó a trabajar en el diario Informaciones como redactora, si bien tenía un contrato como secretaria. En 1945 dio a luz a su segunda hija, María de las Mercedes Rico Carabias, quien sería diplomática y la primera mujer en ocupar la titularidad de una embajada en España.
Desde que regresó al país hasta que ganó el premio Luca de Tena en 1951, Josefina Carabias se vio obligada a escribir con el seudónimo de Carmen Moreno. Tras obtener el galardón por su artículo sin firmar El Congreso se divierte empezó a escribir con su propio nombre y a ser reconocida. En este periodo realizó crónicas deportivas.
En 1954 el director del Noticiero Universal le ofreció hacerse cargo de la corresponsalía de Washington, Carabias aceptó y fue enviada por un consorcio de periódicos encabezado por Informaciones convirtiéndose en la primera corresponsal española. "En el periodismo -decía- lo que tiene más éxito no es lo que está mejor hecho sino lo que llega en el momento más oportuno", explicaba la periodista sobre el éxito de sus crónicas en Estados Unidos, un país en aquel entonces desconocido para la población española y cuya vida cotidiana narró con importante éxito. Allí permaneció hasta 1959, año en el que se trasladó a París como corresponsal del diario Ya. En Francia, un país que conocía mucho mejor, escribió artículos relacionados con la vida política. 
Finalmente, en 1967 regresó a España, donde comenzó a escribir una columna de opinión diaria en el periódico Ya, que se reproducían en la prensa regional hasta su fallecimiento.
Josefina Carabias fue considerada una de las primeras mujeres periodistas en España junto a María Luz Morales, al trabajar en una redacción con funciones similares a las de sus compañeros. Además, en 1955 se convirtió en la primera corresponsal trabajando en Estados Unidos para tres periódicos. Al contrario que otras muchas mujeres que ya habían escrito en prensa a través de colaboraciones, Josefina Carabias no tuvo otra profesión que el periodismo, que ejerció durante toda su vida.
Carabias murió en 1980 de un ataque al corazón cuando su libro Azaña. Los que le llamábamos Don Manuel estaba en la imprenta. Pensaba escribir un libro sobre la censura y otro en el que contase su vida, pero murió antes de que esto se materializara.

## Obras

### No ficción

#### Carlota de Méjico(1944)
Este libro, escrito a su regreso a España, fue publicado bajo el seudónimo de Carmen Moreno. Es una biografía novelada de Carlota de México.

#### Los alemanes en Francia vistos por una española(1945)
Este volumen fue publicado en 1945, aunque escrito a partir de notas que Josefina Carabias había escrito durante sus años como exiliada en Francia. Este libro cuenta la experiencia personal que Carabias había vivido en la Francia ocupada por los nazis, haciendo hincapié en todas las anécdotas divertidas que le había ocurrido. Este libro fue publicado en la España de Franco, motivo por el que se entiende que no criticase a las fuerzas de Eje, sino que mostrase a los soldados alemanes incluso con cierta simpatía. Aun así, el libro muestra la escasez de bienes y alimentos a los que se vio sometida la población, así como el miedo a los campos de concentración.
El libro fue reeditado en 1989 por el Instituto de la Mujer y Castalia.

#### 1878(1948)
Relato en forma de reportaje publicado en 1948 por la editorial Revista de Occidente. Este fue el primer libro publicado con su nombre real después de volver a España.

#### La mujer en el fútbol(1950)
Esta es una recopilación de todos los artículos semanales que sobre fútbol escribía la periodista para el diario Informaciones. Poco a poco, como los artículos tuvieron éxito, se recopilaron en un único volumen.

#### El Maestro Guerrero fue así(1952)
Esta es una biografía de Jacinto Guerrero escrita a partir de entrevistas a aquellas personas que lo conocieron. 

#### Miguel de Cervantes, el autor del más famoso de los libros(1952)
Biografía del famoso escritor Miguel de Cervantes pensada para un público juvenil.

#### Una muchacha inglesa visita España(1953)
Este libro narra las aventuras que Josefina Carabias vivió con una amiga suya, inglesa, que visitó Madrid.

#### Santa Teresa de Jesús, la más risueña de las santas(1954)
Biografía de Santa Teresa de Jesús escrita para niños y jóvenes.

#### Azaña. Los que le llamábamos Don Manuel(1980)
Libro publicado de forma póstuma en el que Josefina Carabias recuerda todos aquellos momentos que vivió con Manuel Azaña, así como su propia vida como cronista parlamentaria. Esta biografía ofrece una visión muy personal del político republicano, incluyendo un epílogo en el que Josefina Carabias simula una conversación con Manuel Azaña en los años de la Transición española.

#### Crónicas de la República. Del optimismo de 1931 a las vísperas de la tragedia de 1936(1997)
Selección de artículos que Josefina Carabias había escrito durante los años de la II República, incluyendo sus primeros trabajos. Este libro también contiene algunas anécdotas sobre su trabajo como periodista o sobre la forma en que se habían desarrollado los acontecimientos que narra en algunos reportajes.

#### Como yo los he visto(1998)
Libro póstumo publicado a partir de notas personales de la autora en las que contaba su relación con algunos escritores, pensadores y artistas del primer tercio del siglo XX como son Ramiro de Maeztu, Miguel de Unamuno, Pastora Imperio o Gregorio Marañón.

### Narrativa
- Por nacer tarde (1932)
- De oro y azul (1954)

### Teatro
- Sucedió como en el cine (1950)

### Otros trabajos
- Epílogo al libro Juan Belmonte, matador de toros, de Manuel Chaves Nogales (1969)
- Tristana. Conferencia pronunciada en la Fundación Universitaria Española (1975)
- Reportajes, crónicas, entrevistas y artículos publicados en Estampa, Ahora, La Voz, Crónica, Mundo Gráfico (1931-1936); Informaciones (1950-1958) y Ya (1958-1978)

NOTAː Sus dos primeros libros los publicó con el seudónimo de Carmen Moreno.

## Publicaciones
- (1945). 1878. Madrid: Revista de Occidente.
- (1950). La mujer en el fútbol. Barcelona: Juventud.
- (1980). Azaña. Los que le llamábamos don Manuel. Barcelona: Plaza y Janés.
- (1989). Los alemanes en Francia vistos por una española. Madrid: Castalia-Instituto de la mujer.
- (1997). Crónicas de la República. Del optimismo de 1931 a las vísperas de la tragedia de 1936. Madrid: Temas de Hoy.
- (1998). Como yo los he visto. Madrid: Aguilar.
- (2001). El Maestro Guerrero fue así. Madrid: Biblioteca Nueva.

## Documentales
- Nosotras que contamos: Josefina Carabias. Imprescindibles Documental de las serie "Imprescindibles" de TVE con guion y dirección de Inés García-Albi Gil De Biedma. Intervienen Pilar Narvión y Pura Ramos de cómo se hacía un periódico, de las informaciones que se daban, de cómo a las mujeres se les asignaban los temas de mujeres y de su relación con Josefina Carabias.[5]